# 45-й отдельный гвардейский миномётный дивизион 7-й отдельной армии
45-й отде́льный гварде́йский миномётный дивизио́н реакти́вной артилле́рии — воинское подразделение в вооружённых силах СССР во время Великой Отечественной войны.

## История
Дивизион сформирован 24 декабря 1941 года путём переименования 4-го дивизиона 7-го гвардейского миномётного полка.
В составе действующей армии с 24 декабря 1941 года (как 4-й дивизион с 22 сентября 1941) по 30 апреля 1944.
С момента формирования находился на оборонительном рубеже по реке Свирь. В мае 1942 года вошёл в состав 64-го гвардейского миномётного полка реактивной артиллерии, вместе с ним участвовал в Свирско-Петрозаводской операции.
Существовал и 45-й отдельный гвардейский миномётный дивизион в составе 2-го МК.  В действующей армии с 15 декабря 1942 года по 6 июня 1943 года — переименован в 408-й огмдн. Командир 45 огмдн 2-го МК - майор Байков Николай Иванович.   
30 июля 1944 года переименован в 3-й миномётный дивизион 64-го гвардейского миномётного полка реактивной артиллерии. 

## Полное наименование
- 45-й отдельный гвардейский миномётный дивизион реактивной артиллерии

## Подчинение
| Дата            | Фронт (округ)    | Армия               | Корпус (группа) | Примечания              |
| --------------- | ---------------- | ------------------- | --------------- | ----------------------- |
| 01.01.1942 года | -                | 7-я отдельная армия | -               | -                       |
| 01.02.1942 года | -                | 7-я отдельная армия | -               | -                       |
| 01.03.1942 года | -                | 7-я отдельная армия | -               | -                       |
| 01.04.1942 года | -                | 7-я отдельная армия | -               | -                       |
| 01.05.1942 года | -                | 7-я отдельная армия | -               | в составе 64-го гв. мп. |
| 01.06.1942 года | -                | 7-я отдельная армия | -               | в составе 64-го гв. мп. |
| 01.07.1942 года | -                | 7-я отдельная армия | -               | в составе 64-го гв. мп. |
| 01.08.1942 года | -                | 7-я отдельная армия | -               | в составе 64-го гв. мп. |
| 01.09.1942 года | -                | 7-я отдельная армия | -               | в составе 64-го гв. мп. |
| 01.10.1942 года | -                | 7-я отдельная армия | -               | в составе 64-го гв. мп. |
| 01.11.1942 года | -                | 7-я отдельная армия | -               | в составе 64-го гв. мп. |
| 01.12.1942 года | -                | 7-я отдельная армия | -               | в составе 64-го гв. мп. |
| 01.01.1943 года | -                | 7-я отдельная армия | -               | в составе 64-го гв. мп. |
| 01.02.1943 года | -                | 7-я отдельная армия | -               | в составе 64-го гв. мп. |
| 01.03.1943 года | -                | 7-я отдельная армия | -               | в составе 64-го гв. мп. |
| 01.04.1943 года | -                | 7-я отдельная армия | -               | в составе 64-го гв. мп. |
| 01.05.1943 года | -                | 7-я отдельная армия | -               | в составе 64-го гв. мп. |
| 01.06.1943 года | -                | 7-я отдельная армия | -               | в составе 64-го гв. мп. |
| 01.07.1943 года | -                | 7-я отдельная армия | -               | в составе 64-го гв. мп. |
| 01.08.1943 года | -                | 7-я отдельная армия | -               | в составе 64-го гв. мп. |
| 01.09.1943 года | -                | 7-я отдельная армия | -               | в составе 64-го гв. мп. |
| 01.10.1943 года | -                | 7-я отдельная армия | -               | в составе 64-го гв. мп. |
| 01.11.1943 года | -                | 7-я отдельная армия | -               | в составе 64-го гв. мп. |
| 01.12.1943 года | -                | 7-я отдельная армия | -               | в составе 64-го гв. мп. |
| 01.01.1944 года | -                | 7-я отдельная армия | -               | в составе 64-го гв. мп. |
| 01.02.1944 года | -                | 7-я отдельная армия | -               | в составе 64-го гв. мп. |
| 01.03.1944 года | Карельский фронт | 7-я армия           | -               | в составе 64-го гв. мп. |
| 01.04.1944 года | Карельский фронт | 7-я армия           | -               | в составе 64-го гв. мп. |
| 01.05.1944 года | Карельский фронт | 7-я армия           | -               | в составе 64-го гв. мп. |
| 01.06.1944 года | Карельский фронт | 7-я армия           | -               | в составе 64-го гв. мп. |
| 01.07.1944 года | Карельский фронт | 7-я армия           | -               | в составе 64-го гв. мп. |

## Командование
- капитан Осипов Александр Семёнович (с 1942, затем замком 64 ГМП), майор Хаустов Александр Кириллович (1944, в 8.1945 нач. штаба 64 ГМП).
- нш д-на капитан Сабанцев Александр Иванович (с 1944, в 8.1945 — пнш 64 полка);